# VNC

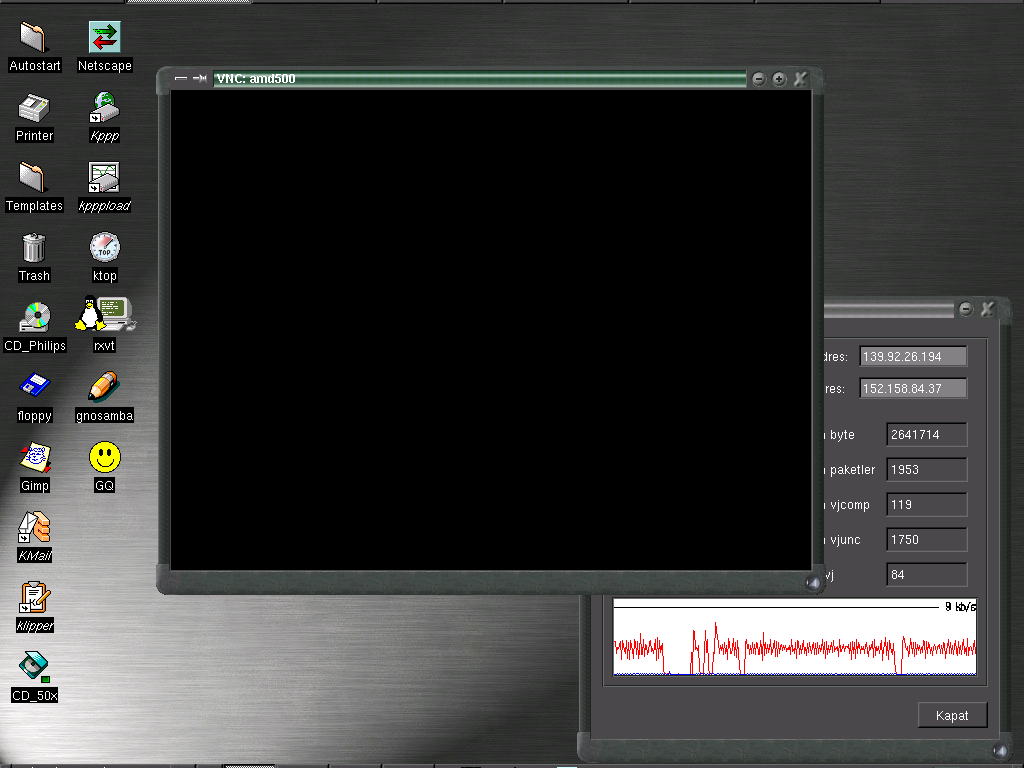
在KDE內的VNC顯示遠端Windows的畫面

VNC（Virtual Network Computing），為一種使用RFB協定的螢幕畫面分享及遠端操作軟體。此軟體藉由網路，可傳送鍵盤與滑鼠的動作及即時的螢幕畫面。
VNC與作業系統無關，因此可跨平台使用，例如可用Windows連線到某Linux的電腦，反之亦同。甚至在沒有安裝用戶端程式的電腦中，只要有支援JAVA的瀏覽器，也可使用。

## 簡史
VNC由Olivetti & Oracle研究室所開發，此研究室在1999年併入美國電話電報公司（AT&T）。AT&T於2002年中止了此研究室的運作，並把VNC以GPL釋出。
因为它是免费的，以及可用于数量庞大的不同操作系统，它的简单，可靠，和向后兼容性，使之进化成为最为广泛使用的远程控制软件，多平台的支持对网络管理员是十分重要的，这使得网络管理员可以使用一种工具管理几乎所有系统。
原来的AT&T版本已经不再使用，因为更多有重大改善的分支版本已经出现，像是RealVNC，VNC tight和UltraVNC，他们具有全面的向后兼容。至少对于基本的远程控制功能而言。Real VNC是当前最活跃和强大的主流应用。 
VNC对于简单的远程控制几乎完美，但是缺少对于大机构的桌面帮助功能，主要是日志记录和安全功能没有足以达到此目的。VNC为远程工作人员或受客户机也没有做好准备，因为目前还没有支持远程应用程序的本地打印。
因为VNC本来是开发用在局域网的环境，因此用在互联网上存在安全问题，当您计划在远程位置访问远程PC，你应该考虑一个专用的调制解调器或ISDN的拨号连接，VPN隧道，所有使用SSL或包裹VNC通信。
參與VNC開發的人員有：
- Tristan Richardson（發明者）
- Andy Harter（專案經理）
- Quentin Stafford-Fraser
- James Weatherall
- Ken Wood
- Andy Hopper
- Charles McLachlan
- Paul Webster

2002年研究室中止運作之後，部份團隊中的成員另起爐灶開發出RealVNC。

## 原理
VNC系统由客户端，服务端和一个协议组成
VNC的服务端目的是分享其所运行机器的屏幕，服务端被动的允许客户端控制它。VNC客户端（或Viewer）观察控制服务端，与服务端交互。VNC协议Protocol（RFB）是一个简单的协议，传送服务端的原始图像到客户端（一个X,Y位置上的正方形的点阵数据），客户端传送事件消息到服务端。
服务器发送小方块的帧缓存给客户端，在最简单的情况，VNC协议使用大量的带宽，因此各种各样的方法被发明出来减少通讯的开支，举例来说，有各种各样的编码方法来决定最有效率的方法来传送这些点阵方块）
协议允许客户端和服务端去协议哪种编码会被使用，最简单的编码，被大多数客户端和服务端所支持的是，从左到右的像素扫描数据的原始编码，当原始的满屏被发送后，只发送变化的方块区域。这种编码在幁间只有小部分屏幕变化的情况下工作的非常好（像是鼠标键在桌面移动的情况，或在光标处敲击文字），不过如果大量的像素同时变化带宽将会增加的非常高，像是拖动一个窗口或观看全屏录像。
VNC預設使用TCP埠5900至5906，而JAVA的VNC用戶端使用5800至5806。一个服务端可以在5900端口用“监听模式”连接一个客户端，使用监听模式的一个好处是服务端不需要设置防火墙。
UNIX上的VNC稱為xvnc，同時扮演兩種角色，對X Window系統的應用程式來說它是X server，對於VNC用戶端來說它是VNC伺服程式。

## 安全性
VNC並非是安全的協定，雖然VNC伺服程式需設定密碼才可接受外來連線，且VNC用戶端與VNC伺服程式之間的密碼傳輸經過加密，但仍可被輕易的攔截到並使用暴力破解法破解。不過VNC可設計以SSH或VPN傳輸，以增加安全性。
有些VNC軟體，如UltraVNC，更進一步支援Active Directory及NTLM的帳號密碼認證。

## VNC軟體
由於VNC以GPL授權，衍生出了幾個VNC軟體：
- RealVNC：由VNC團隊部份成員開發，分為全功能商業版及免費版。
- TightVNC：強調節省頻寬使用。开源软件，但没有GitHub仓库。
- TigerVNC：开源软件，作为 TightVNC 的一个分支开始。客户端支持 Windows、Linux 和 macOS。服务器支持 Linux。
- UltraVNC：加入了TightVNC的部份程式及加強效能的圖型映射驅動程式，並結合Active Directory及NTLM的帳號密碼認證，但僅有Windows版本。
- Vine Viewer：MacOSX的VNC用戶端。
- x11vnc：构建于X Window系统之上。

這些軟體各有所長，例如UltraVNC支援檔案傳輸以及全螢幕模式。而這些軟體間大多遵循基本的VNC協定，因此大多可互通使用。

## 另見
- 遠端桌面，即RDP（Windows的遠端操作軟體）
- Xdmcp（基于X Window系统的远程操作）

## 外部連結
- RFB 3.8 Protocol Standard （页面存档备份，存于）
- AT&T VNC （页面存档备份，存于） - Original AT&T-Cambridge VNC website